# Монтерроса, Марвин
Марвин Вильфредо Монтерроса Дельзас (исп. Marvin Wilfredo Monterroza Delzas; род. 1 марта 1991, Метапан) — сальвадорский футболист, игрок клуба «Альянса» и сборной Сальвадора по футболу.

## Карьера

### Клубная карьера
Монтерроса дебютировал в профессиональном футболе за «Исидро Метапан» в Примере Дивисьон 5 октября 2011 года в матче против клуба «Луис Анхель Фирпо», который «Исидоро» выиграл со счётом 3:1 27 ноября 2011 года в мачте против клуба «Хувентуд Индепендьенте» забил первый гол в карьере матч закончился победой «Исидоро» со счётом 4:1. В составе «Исидро» Монтерроса выиграл две Клаусуры (2012, 2014) и две Апертуры (2013, 2014).
В мае 2017 года подписал контракт с «Альянсой», в составе которой выиграл Апертуру (2017) и Клаусру (2018).

### Международная
Был включён в состав сборной Сальвадора по футболу играл на Золотом кубке КОНКАКАФ 2019;на турнире сальвадорцы не вышли из группы, заняв в группе третье место.
Играл на Золотом кубке КОНКАКАФ 2021, на котором сальвадорцы дошли до 1/4 финала, в котором они проиграли сборной Катара со счётом 3:2.